# Come quando fuori piove (film)
Come quando fuori piove un film per la televisione del 1998 di Bruno Gaburro.

## Trama
Alfredo, un giocatore incallito, sta per fare una grossa vincita al casinò, ma sul più bello viene beffato da una giovane affascinante donna, Anita. Braccato da un usuraio detto "lo zio", Alfredo si ritrova proprio a casa di Anita, a caccia dei soldi, che però ormai sono andati perduti. Avendo entrambi grossi problemi economici, i due decidono di vivere insieme nell'appartamento di lei e con il figlio Oscar, un bambino molto brillante rispetto alla propria età.
Alfredo, purtroppo, si rivela dipendente dal gioco e ogni volta che Anita si avvicina sentimentalmente a lui, riceve una amara delusione scoprendo che ha perso i pochi soldi che riescono a racimolare.
Dopo l'ennesima delusione e aver perso anche i soldi dell'affitto, Anita decide di sposare un uomo più anziano per dare più sicurezza al figlio. Solo in extremis, aiutato da Cocò e da Oscar, Alfredo riesce a fare un colpaccio al casinò e a sistemarsi, così da sposare Anita che nel frattempo ha annullato il matrimonio di convenienza.

## Distribuzione
È stato distribuito anche in lingua inglese col titolo Save it for a Rainy Day.